# Télégramme Höfle
Le télégramme Höfle contient des statistiques détaillées sur les assassinats de masse commis en 1942 dans les centres d’extermination de Bełżec, Sobibór, Treblinka et de Majdanek. Les données compilées par Hermann Höfle, sont vraisemblablement issues des archives communiquées par la Deutsche Reichsbahn. Même si les chiffres relatifs aux convois de déportation sont incomplets comme révélé par l'Armia Krajowa, les communiqués détaillant le nombre de trains arrivant aux camps d’extermination de l’Opération Reinhard augmente en fonction des données démographiques concernant les Juifs déportés des ghettos, publiés par Polish Underground State dans Biuletyn Informacyjny (en) sous l’égide du Gouvernement polonais en exil à Londres.

## Contenu et sources
Le télégramme est envoyé à Franz Heim, membre de l'état-major de Globocnik à Cracovie et Adolf Eichmann, basé à Berlin, et contient des statistiques détaillées sur les assassinats de masse commis en 1942 dans les camp d'extermination de Belzec, Sobibor, Treblinka et de Majdanek. Il précise que le nombre des Juifs exterminés à Bełżec s'élève à 434 508. C'est ce chiffre qui est repris par Hilberg. Les données compilées par Hofle, sont vraisemblablement issues des archives communiquées par la Reichsbahn. Même si les chiffres relatifs aux convois de déportation sont incomplets comme révélé par la Main Commission for the Investigation of German Crimes against the Polish Nation et l'Armia Krajowa, les communiqués détaillant le nombre de trains arrivant aux camps d’extermination de l’Aktion Reinhard augmente en fonction des données démographiques concernant les Juifs déportés des ghettos, publiés par l'État polonais clandestin dans le bulletin Biuletyn Informacyjny (en) sous l’égide du Gouvernement polonais en exil à Londres.

## Contexte
La SS paie à la Reichsbahn l’équivalent du prix d’un billet de troisième classe par déporté envoyé de l’Europe occupée par les nazis (ou provenant des ghettos) vers les camps d’extermination de l’Aktion Reinhard. Les enfants de moins de 4 ans voyagent gratuitement. Les paiements sont centralisés par l’administration du transport de la SS pour le compte de la Reichsbahn au coût de 4 Pfennig par kilomètre parcouru.
Le prix courant du ticket de transport ne tient pas compte du nombre de déportés par wagon, le tarif étant prédéterminé. Le transport s'effectue dans des wagons à bestiaux de 10 mètres de long, même si les déportés doivent payer avec leurs propres fonds un ticket de troisième classe, les SS insistant sur le mythe qu'il s'agit d'un simple déplacement vers l'Est vers des camps de travail. Le manuel de transport de la Reichsbahn , utilisé par la SS pour régler les paiements, prévoit des convois de cinquante wagons, chaque wagon étant destiné à convoyer cinquante déportés.
En réalité, une centaine de déportés sont entassés par wagon, soit pour un coût de transport pour la SS réduit de moitié par rapport au tarif prévu, basé sur un nombre de 50 déportés par wagon.. Cela aboutit à une moyenne de 5 000 par convoi avec dix wagons contenant cent personnes. Lors de la grande opération de déportation des Juifs du Ghetto de Varsovie vers le camp d'extermination de Treblinka en 1942, les convois comportent jusqu'à 7 000 victimes, ce qui permet à la SS de ne payer qu'un peu plus de la moitié du tarif prévu. Selon un rapport d'experts réalisé dans le cadre du projet du "GermanTrain of Commemoration" project, les reçus de la compagnie nationale de la Deutsche Reichsbahn pour les convois de déportation entre 1938 et 1945 atteignent le montant de 664 525 820 dollars américains.

## Traduction
Le télégramme est codé à la source par les Allemands sur une machine Enigma, puis décrypté par l'équipe britannique de Bletchley Park,.

« GPDD 355a 2.

12. OMX de OMQ 1000 89 ??

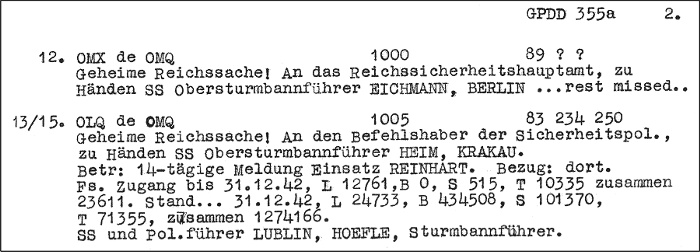
Le télégramme Höfle.

Secret d'État ! Au Reichssicherheitshauptamt (Office central de la sécurité du Reich), à l'attention du SS-Obersturmbannführer EICHMANN, Berlin... [suite manquante].

13/15. OLQ de OMQ 1005 83 234 250
 
Secret d'État ! Au commandant de la Sicherheitspolizei, à l'attention du SS-Obersturmbannführer HEIM, KRAKAU.

Concerne : Rapport de 14 jours d'activité de l’Aktion Reinhard. Référence : là-bas

Fs. Situation jusqu'au 31 décembre 1942, L 12 761, B 0, S 515, T 10 335 total 23 611. Situation .. au 31 décembre 1942, L 24 733, B 434 508, S 101 370, T 713 555, total 1 274 166. »

— SS et Polizeiführer LUBLIN, HOEFLE, Sturmbannführer

## Bilan chiffré
|                      |                                                            |                                              |
| Destination          | Déportés au cours de la seconde quinzaine de décembre 1942 | Nombre total de déportés au 31 décembre 1942 |
| L (Lublin, Maïdanek) | 12 761                                                     | 24 733                                       |
| B (Bełżec)           | –                                                          | 434 508                                      |
| S (Sobibor)          | 515                                                        | 101 370                                      |
| T (Treblinka)        | 10 335                                                     | 713 555                                      |
| Total                | 23 611                                                     | 1 274 166                                    |

## Importance historique
Selon la NSA et les historiens de la Shoah, « il semble que les analystes britanniques qui ont décrypté le télégramme n'ont pas compris immédiatement la signification de ce message particulier. Il ne fait pas de doute que cela s'est produit parce que le message contient uniquement une lettre d'identification pour chaque camp d'extermination nazi de l’Aktion Reinhard, suivie d'un nombre total, Aktion Reinhard qui n'était sans doute pas connue de l'équipe de décryptage ».
Le télégramme Höfle constitue l'une des deux preuves évidentes faisant état de chiffres précis des victimes et suggérant leur origine commune, à savoir les Juifs. Pour les camps de l’Aktion Reinhard, il est l'équivalent du rapport Korherr ; les deux documents détaillent le nombre de victimes. S'ils contiennent les mêmes chiffres pour 1942, le télégramme Hôfle confirme que le camp d'extermination de Majdanek, situé à proximité de Lublin, fait bien partie de l’Aktion Reinhard, ce qui précédemment n’avait pas été pris en compte par la plupart des historiens.